# Jeanne d'Arc (álbum)
Jeanne d'Arc, también conocido como Jeanne d'Arc - La Révolte Éternelle, es el trigésimo sexto álbum de estudio de la banda alemana de música electrónica Tangerine Dream. Publicado en 2005 por el sello TDI se trata de un álbum conceptual sobre la heroína francesa Juana de Arco a través del estilo electrónico-ambiental habitual en el grupo.
Mike Whyte, en su reseña para Release Magazine, destaca que "la producción es de primera categoría y la musicalidad excelente pero más bien es demasiado largo.(...) El álbum está integrado por pistas que parecen muy similares entre sí y se mezclan de tal manera que no se puede saber cuándo está terminando una y comenzando la siguiente. Lo único que puedo decir es que después de tantos lavados de teclado y sonidos corales flotantes empiezas a desear que este álbum tenga algunas imágenes para que puedas entender lo que escuchas".

## Producción
Grabado en junio de 2005 en los estudios Eastgate de Viena este es el primer álbum de estudio con nuevo material de Tangerine Dream, si se exceptúa la serie dedicada a la Divina Comedia de Dante, los álbumes en vivo, las bandas sonoras y la serie de remezclas Dream Mixes, desde Mars Polaris (1999). Los 9 temas están unidos por una trama común, más intencional y sonora que de libreto, ya que el álbum es enteramente instrumental. De hecho la unión entre las canciones se realiza a través de pasajes sonoros que hacen difícil establecer las diferencias entre las distintas canciones.
Cabe destacar que la composición de las canciones fuera a cargo de Edgar Froese, Jerome Froese y Thorsten Quaeschning. En el grupo, desde principios de los años 90, era una práctica poco común la inclusión de otros compositores, más allá del tándem Edgar y Jerome Froese, aunque haya sido una práctica común en la historia de Tangerine Dream. 
En una entrevista de 2014 Edgar Froese manifestó que había habido problemas de conexión entre Jerome Froese y Thorsten Quaesching lo que, añadidas a otras causas, motivó la salida de Jerome Froese de Tangerine Dream en 2006 mientras que Quaesching permaneció en la banda.

"Fue un compromiso porque la idea era originalmente, tal vez, formar una banda entre mi hijo, Thorsten y yo. No funcionó en absoluto porque Thorsten y Jerome chocaban. Abandonamos la idea, y personalmente no me gusta el álbum en absoluto. No. No es mi favorito."
Edgar Froese (2014) 

## Lista de temas
| N.º   | Título                     | Escritor(es)         | Duración |  |
| 1.    | «La Vision»                | Edgar Froese         | 12:19    |  |
| 2.    | «La Joie»                  | Thorsten Quaeschning | 5:16     |  |
| 3.    | «La Force Du Courage»      | Edgar Froese         | 8:37     |  |
| 4.    | «La Solitud Dans l'Espoir» | Jerome Froese        | 7:32     |  |
| 5.    | «La Marche»                | Jerome Froese        | 8:36     |  |
| 6.    | «La Sagesse Du Destin»     | Thorsten Quaeschning | 7:58     |  |
| 7.    | «Le Combat Du Sang»        | Jerome Froese        | 10:17    |  |
| 8.    | «Le Combat Des Épées»      | Thorsten Quaeschning | 14:02    |  |
| 9.    | «La Libération»            | Thorsten Quaeschning | 4:39     |  |
| 79:16 |                            |                      |          |  |

## Personal
- Edgar Froese - teclados, producción y diseño de cubierta
- Jerome Froese - guitarras, teclados, producción y masterización
- Linda Spa - saxofón y flauta
- Thorsten Quaeschning - sintetizadores y masterización
- Iris Camaa - percusión